# Mario Marmo
Mario Marmo (Comodoro Rivadavia, Chubut, Argentina; 7 de enero de 1940 – 26 de noviembre de 2016) fue un pianista, director de orquesta y arreglador argentino de tango. Reconocido por su estilo milonguero y su trabajo junto a destacados cantores, desarrolló una extensa trayectoria como músico acompañante, líder de conjuntos y docente en el ámbito del tango.

## Biografía

### Formación y primeros años
Mario Marmo nació el 7 de enero de 1940 en Comodoro Rivadavia, provincia de Chubut, Argentina. Hijo de Gerardo José Luis Marmo y Estela María, de origen italiano, recibió sus primeras nociones musicales de su hermano Miguel, quien le enseñó las primeras notas al piano. Comenzó sus estudios en su ciudad natal y posteriormente se trasladó a Buenos Aires para perfeccionarse en el Instituto Santa Catalina, donde cursó seis años de violín y tomó clases con el maestro Julio De Caro.

### Carrera profesional
Su debut profesional tuvo lugar el 24 de mayo de 1955 en la “Embajada Artística” del Club Atlético Independiente, inicialmente como violinista. Debido a la ausencia del pianista titular, el director Tito Reyna lo incorporó al piano, marcando el inicio de su carrera como pianista.
Entre 1958 y 1960 formó parte del cuarteto típico Los Cuatro Ases, dirigido por Rafael Roca con la voz de Alberto Fontán (“Toto”). Con este conjunto se presentó en actos intermedios de numerosos cines de Buenos Aires y participó en programas de Radio Mitre, Radio Belgrano y Radio El Mundo. Asimismo, trabajó en la confitería El Olmo de Plaza Once, compartiendo cartel con Héctor Mauré, Julio Sosa y Alberto Morán.
Por un breve periodo, reemplazó a Lalo Benítez como pianista en la orquesta de Alfredo Gobbi durante una gira por la provincia de Córdoba. También integró la orquesta de Juan Sánchez Gorio durante una temporada.
En 1960, a pesar de encontrarse en servicio militar, continuó sus presentaciones en lugares tangueros de Buenos Aires, como el Tango Bar (Flores) y el Café Marconi de Plaza Once. Al año siguiente emprendió una gira de noventa días por el sur del país junto a Guillermo Rico, permaneciendo dos años más en Comodoro Rivadavia, donde actuó en los locales tangueros más importantes de la región.

### Las Estrellas del Ritmo y otros proyectos (1964–1966)
Entre 1964 y 1966 formó su propia agrupación, Las Estrellas del Ritmo, que interpretaba tanto tangos como música tropical. El conjunto participó en carnavales de Esquel, San Antonio Oeste, Trelew y Puerto Madryn, y se presentó en el cabaret de Caleta Olivia junto al maestro Ravallo, hermano de la cantante Estela Raval.
Posteriormente, en Buenos Aires, acompañó al coreógrafo y bailarín Santiago Ayala (“El Chúcaro”) y a la bailarina Norma Viola. Se presentó en distintos locales compartiendo cartel con Alberto Marino y Edmundo Rivero. Con su conjunto, participó en la película Un italiano en Argentina, protagonizada por Vittorio Gassman, Silvana Pampanini y Nelly Panniza.

### Pausa y regreso (1970–1976)
A fines de la década de 1960, Marmo interrumpió su actividad musical por aproximadamente diez años, periodo en el cual nacieron sus hijos Mario Luis y Mónica Estela. En 1976, el bandoneonista Enrique Miranda –quien también había integrado la Embajada Artística de Independiente– lo convocó para cubrir la plaza de pianista en su nuevo conjunto, motivando su regreso a los escenarios. Ese mismo año, Carlos Marani, propietario de las salas de ensayo Estudio Paraná, lo incorporó como maestro de repertorio para cantores de tango.

### Trío Marmo, Buenos Aires Cinco y labor como arreglador
En la década de 1970 formó el Trío Marmo y el quinteto Buenos Aires Cinco, iniciando su labor como arreglador. Con estos conjuntos, y en especial por sus arreglos, evidenció las dotes milongueras que caracterizan su estilo, influenciado por el concepto “decareano” y la admiración hacia Aníbal Troilo y Alfredo Gobbi. Fue el músico de cabecera de numerosos cantores, entre ellos Jorge Sobral, con quien actuó en el Teatro Presidente Alvear junto a Rafael Nicolau y Alberto Garralda. Además, escribió arreglos especiales para dúos, tríos y cuartetos vocales, procurando equilibrios tímbricos que destacaran la primera voz.

### Labor docente y últimos años
En 1974 estuvo en pareja y nació en 1979 su hija Paola Marmo. Adoptando a Ana Maria Mármol, hija de su pareja.
Desde diciembre de 1988 contrajo matrimonio con la cancionista Silvia Nieves, autora de su semblanza biográfica. Con ella tuvo una hija, Natalia Lorena. 
En 2013 continuaba activo como docente, con un amplio número de alumnos atraídos por su capacidad didáctica, su honestidad artística y su dedicación personalizada. Incluso en esos años combinaba la enseñanza con presentaciones esporádicas, manteniéndose como una figura respetada en el ámbito del tango.
Mario Marmo falleció el 26 de noviembre de 2016.

## Discografía seleccionada
A lo largo de su carrera, Mario Marmo participó en numerosos proyectos discográficos tanto como pianista, director de conjunto y arreglador. Entre los títulos más destacados se encuentran:
- De igual a igual Tango (1992), con canto de Pablo Guzmán y Conjunto dirigido por Mario Marmo.
- Mi ciudad y mi gente (fecha no especificada), con canto de Patricia Duarte y Trío Mario Marmo, producido en Buenos Aires.
- Las Perlas del Tango (2011), álbum donde participó como director y arreglador.
- Vivamos nomás Tango (fecha no especificada), proyecto a cargo de Mario Marmo.